# Galeodopsis tripolitanus
Galeodopsis tripolitanus är en spindeldjursart som beskrevs av J. Birula 1903. Galeodopsis tripolitanus ingår i släktet Galeodopsis och familjen Galeodidae. Inga underarter finns listade i Catalogue of Life.